# Estadio Enzo Hernández
El Estadio Enzo Hernández es un estadio de béisbol de la localidad venezolana de El Tigre, ciudad ubicada en la parte central del Estado Anzoátegui, a su vez ubicado al oriente de ese país suramericano. Es una propiedad pública administrada por el Gobierno del Estado Anzoátegui, a través del instituto de deportes regional.
Su infraestructura es usada como sede alternativa del equipo Caribes de Anzoátegui, y se convirtió en el 2006 en el primer estadio con grama artificial (tipo Eco-Turf o césped ecológico) admitido por la Liga Venezolana de Béisbol Profesional, el estadio fue sometido a una serie de mejoras y remodelaciones y fue reinaugurado en 2006 con ese nombre en honor a un reconocido deportista de esa región, Enzo Hernández, quien fuese el venezolano número 20 en entrar a las Grandes Ligas Posee una capacidad para albergar a 5.762 personas sentadas de ellas, 3.547 en sillas numeradas, El antiguo estadio solo podía albergar a 2500 personas. Posee ocho torres con 16 luminarias de dos mil vatios, y un estacionamiento.